# Marc Zellweger
Marc Zellweger (Winterthur, 17 ottobre 1973) è un ex calciatore svizzero, di ruolo difensore.